# Frare (esport)
El frare (o frares) és una modalitat de pilota valenciana practicada només a l'Alt i Baix Maestrat, la Plana Alta i Baixa, i els Ports, tot i que sembla que també s'hi jugà al sud de Catalunya (Alcanar i Ulldecona, a més, l'any 1936 n'existia un trinquet a Tortosa).
Els frares mereixen una menció a banda dintre de la pilota, ja que són l'única modalitat autòctona d'estil indirecte, és a dir, que els jugadors comparteixen una mateixa pista (el trinquet en frares) i han de colpejar la pilota després que aquesta haja rebotat en una paret comuna (el frontis).

## Instal·lació de joc
La pista és un edifici rectangular de 30 m de llargària per vuit d'amplària, tancat per les quatre parets anomenat trinquet en frares, i on podem distingir:
- El frontó, la paret on ha de colpejar la pilota per ser bona. La pilota que bote per sobre dels 9 m serà roïna, i també la que bote per sota la xapa a 0,9 m del terra.
- Les dues muralles (parets) laterals.
- El rebot, una paret de 2.5 m d'alçada per damunt la qual hi ha la galeria perquè sega el públic.
- La ratlla del traure marca el punt més endavant on pot botar la pilota abans del traure.
- Els frares són la peculiaritat d'aquest joc. Els frares són dos bisells verticals que uneixen les muralles amb el frontó i que acaben en punta en la seua part superior (el caputxó). La seua finalitat és provocar rebots ràpids i inesperats per dificultar que el rival puga tornar la pilota.

## La pilota
S'hi juga amb una pilota de badana, amb un pes de 32 g i un diàmetre que oscil·la entre 40 i 42 mm.

## Regles
Són les mateixes que en el frontó, del qual sembla un derivat.

## Elsfraresavui en dia
Actualment l'única vila on es practiquen els frares és a Traiguera, però encara resten trinquets adients a Vilafranca i Enroig (Xert).
Arran dels Campionats Internacionals de Pilota del 2002 a l'Argentina es descobrí una modalitat similar, el manito.
El "I Campionat Autonòmic de Frare" se celebrà el 1 i 2 de Juliol al trinquet de Traiguera i Barri D'Enroig (Xert). Aquest esdeveniment naix per iniciativa del Club Pilotari Castelló i d'un treball conjunt amb la Federació de Pilota Valenciana i el CPV Xùquer que pretenen promocionar i reviscolar aquesta modalitat de pilota valenciana.